# Carpezici
Carpezici (en grec medieval Χαρπεζίκιον, Kharpezíkion) va ser una fortalesa de l'Imperi Romà d'Orient i un petit tema o província civil i militar constituït al segle x. La fortalesa de Carpezici s'identifica amb Çarpezik Kalesi, a l'est del riu Eufrates, encara que alguns erudits l'identifiquen amb Harpuzik, a l'oest de l'Eufrates, a uns 16 km al nord-oest d'Arapkir.

## Història
La fortalesa es va convertir en la seu de la província militar homònima durant les conquestes del general Joan Curcues a la regió. A causa d'una confusió en la transcripció del manuscrit De Ceremoniis, de Constantí VII, diversos autors moderns diuen que la seva primera aparició a les fonts històriques va ser el 935, quan es va produir una expedició de l'Imperi d'Orient al sud d'Itàlia, però Nikólaos Ikonomidis va situar la realització de la campanya durant la batalla contra l'Emirat de Creta el 949.
Tenia una petita guarnició de només 905 homes, però hi havia un nombre desproporcionat d'oficials superiors. Segons diu el Taktikon de l'Escorial, compilat en algun moment entre el 971 i el 975, tenia almenys 22 «grans turmarques» i 47 «turmarques menors». La seva menció al Taktikon de l'Escorial, on apareix entre els temes de Tefrícia i Romanòpolis, n'és l'última menció en les fonts antigues, cosa que significa probablement que el tema va deixar d'existir poc després.